# Акордеоніст (фільм)
«Акордеоніст» (англ. Accordion player, 1888) — німий короткометражний фільм режисера Луї Лепренса. Фільм був знятий на сходах будинку Джозефа Вітлі, дідуся Адольфа Лепренс, сина режисера цього фільму.

## Сюжет
Чоловік (син режисера) стоїть біля сходинок і грає на маленькій гармоніці (більше схожою на концертино, ніж на акордеон).

## У ролях
- Адольф Лепренс — акордеоніст